# Малиновка (Волчихинский район)
Малиновка — упразднённый посёлок в Волчихинском районе Алтайского края. На момент упразднения входил в состав Волчихинского поссовета. Исключен из учётных данных в 1986 году.

## География
Располагался на безымянной балке впадающей в озеро Большое Чаячье, на расстоянии приблизительно 10,5 км (по-прямой) к северо-западу от посёлка Правда.

## История
Решением Алтайского КИКа от 17 июля 1988 года № 197 населённый пункт, исключен из учётных данных.